# Florin Vlaicu
Florin Vlaicu (wym. [ˈflo̞rin ˈvlajku]; ur. 26 lipca 1986 r. w Bukareszcie) – rumuński rugbysta, uniwersalny zawodnik formacji ataku. Reprezentant kraju, uczestnik trzech edycji pucharu świata (w 2007, 2011 i 2015 roku).

## Kariera klubowa
Vlaicu rozpoczął grę w rugby w 1994 roku w klubie Flamingo Bukareszt. W wieku 19 lat (w 2005 roku) trafił do Steauy, w której barwach występuje nadal. W 2006 roku wraz z drużyną klubową zdobył mistrzostwo i puchar Rumunii. Rok później Steaua zdołała obronić tylko to drugie trofeum. W późniejszych latach Vlaicu pięciokrotnie zajmował drugie miejsce w lidze (2007, 2008, 2009, 2010, 2011), a dodatkowe dwa razy był drugi w rozgrywkach rugby 7 (2008 i 2010).
Od 2005 Vlaicu występuje również w barwach București Rugby (znane też jako Bucharest Wolves, a dawniej Bucharest Oaks) – mieszanej drużyny rumuńskiej ligi, stworzonej na potrzeby European Challenge Cup.

## Kariera reprezentacyjna
Rumun w reprezentacji swojego kraju występował na poziomie juniorów (uczestniczył w mistrzostwach świata juniorów w 2004 i 2005 roku), a także w reprezentacji do lat 20, z którą wywalczył tytuł mistrza Europy drugiej dywizji.
W seniorskiej reprezentacji Rumunii Vlaicu zadebiutował 3 czerwca 2006 roku w Kijowie, kiedy to w ramach rozgrywek o Puchar Narodów Europy goście rozbili reprezentację Ukrainy 58–0. Vlaicu  swoim pierwszym występie zdobył 2 punkty podwyższając jedno z rumuńskich przyłożeń.
W czerwcu kolejnego roku wraz z drużyną narodową wystąpił na rozgrywanym w Rumunii Pucharze Narodów, a we wrześniu na Pucharze Świata we Francji. Podczas tej najważniejszej w czteroleciu imprezy Vlaicu zagrał w sumie przez zaledwie 26 minut w wysoko przegranych potyczkach ze Szkocją i Nową Zelandią. W tym drugim meczu wykorzystał rzut karny, czym zdobył trzy z ośmiu punktów swojej drużyny.
W 2008, 2009 i 2010 roku ponownie uczestniczył w Pucharze Narodów.
W 2011 roku raz jeszcze znalazł się w składzie reprezentacji na Puchar Świata, która to impreza odbywała się w Nowej Zelandii. Na antypodach drużyna spod znaku dębowego liścia ponownie przegrała wszystkie cztery swoje spotkania, w tym prestiżowy pojedynek z Gruzją. Vlaicu wystąpił we wszystkich meczach swojej reprezentacji (raz wyszedł w podstawowym składzie), jednak jego dorobek punktowy był identyczny z tym sprzed czterech lat.
Z reprezentacją Rumunii Vlaicu występuje jednak przede wszystkim w Pucharze Narodów Europy i tak w edycji 2010−2012 był najskuteczniejszym zawodnikiem swojej drużyny (a jednocześnie czwartym najskuteczniejszym graczem w Dywizji 1.).